# 넵투노 분수 (마드리드)
넵투노 분수(스페인어: Fuente de Neptuno 푸엔테 데 넵투노[*])는 스페인 마드리드에 위치한 신고전주의 양식의 분수로, 파세오 델 프라도의 로터리인 Cánovas del Castillo 광장 중앙에 위치해 있다. 중앙에 있는 조각상들은 로마의 물의 신 넵투누스를 상징한다.

## 개요 및 역사

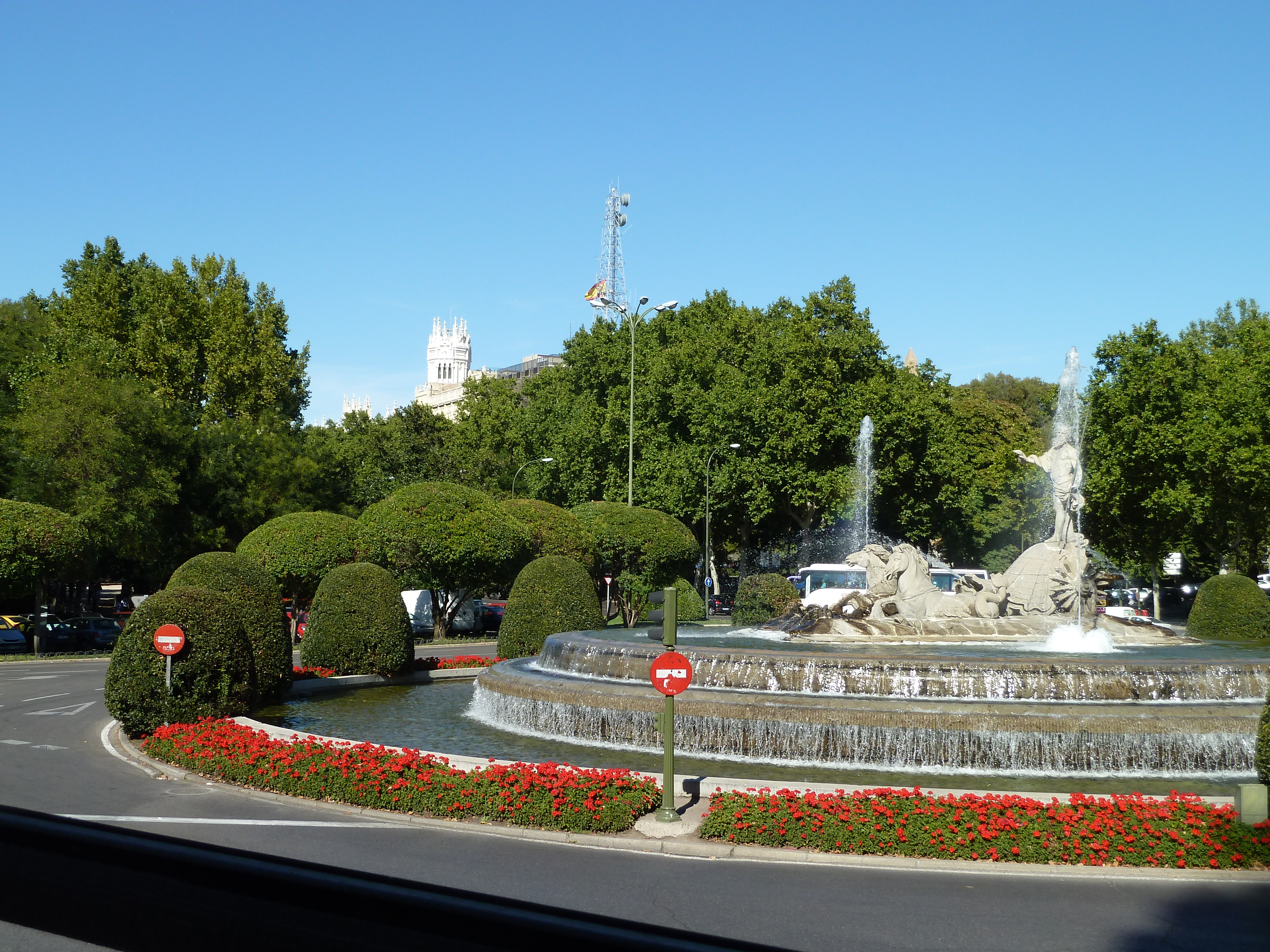
회전교차로 중앙에 있는 넵투노 분수

벤투라 로드리게스가 디자인한 이 조각품은 몬테스클라로스 지역의 대리암으로 제작되었으며 조각가 후안 파스쿠알 데 메나(스페인어: Juan Pascual de Mena)가 조각했다. 조각 작업은 1781년에 시작되었으며 1784년 4월 파스쿠알이 사망한 후 1786년 10월 그의 제자들에 의해 분수가 완성되었다.
분수는 중앙에 조각품이 있는 원형 탑 형태로 형성되어 있다. 왕관을 쓴 넵투누스는 한 손으로 삼지창을 휘두르며 다른 한 손으로 바다뱀을 잡고 있다.
최대 용수량은 305 m3이다.
라리가의 축구팀인 아틀레티코 마드리드 팬들이 팀의 우승을 축하하는 장소로 유명하다.